# District historique de Fredericksburg
Le district historique de Fredericksburg, ou Fredericksburg Historic District en anglais, est un district historique de la ville américaine de Fredericksburg, au Texas. Il est inscrit au Registre national des lieux historiques depuis le 14 octobre 1970 et comprend notamment des bâtiments commerciaux tels que le Frank Van Der Stucken Birthplace et l'Hoerster Building, lesquels sont des Recorded Texas Historic Landmarks.